# Johann Wotapek
Johann Wotapek (* 23. September 1908; † 7. März 1982) war ein österreichischer Diskuswerfer und Kugelstoßer.
Bei den Olympischen Spielen 1936 in Berlin wurde er Neunter im Diskuswurf.
Fünfmal wurde er Österreichischer Meister im Diskuswurf (1935–1937, 1939, 1943) und dreimal im Kugelstoßen (1939, 1940, 1943). 1940, 1941 und 1942 wurde er Deutscher Meister im Diskuswurf.

## Persönliche Bestleistungen
- Kugelstoßen: 15,25 m, 30. September 1939, Wien (ehemaliger österreichischer Rekord)
- Diskuswurf: 51,53 m, 16. Juli 1939, Mailand (ehemaliger österreichischer Rekord)